# Saint-Victor-de-Chrétienville
Saint-Victor-de-Chrétienville é uma comuna francesa na região administrativa da Normandia, no departamento de Eure. Estende-se por uma área de 5,77 km². Em 2010 a comuna tinha 460 habitantes (densidade: 79,7 hab./km²).